# Hermes DVS in het seizoen 1963/64
Het seizoen 1963/1964 was het 10e jaar in het bestaan van de Schiedamse betaaldvoetbalclub Hermes DVS. De club kwam uit in de Tweede divisie B en eindigde daarin op de tweede plaats.  De tweede plaats gaf recht op het spelen van een promotitiecompetitie met drie andere clubs, het team kwam niet verder dan de vierde plaats. Tevens deed de club mee aan het toernooi om de KNVB beker, hierin werd de club in de eerste ronde, na strafschoppen, uitgeschakeld door RBC (1–1).

## Wedstrijdstatistieken

### Tweede divisie B
|       | AGOVV | Baronie | D.F.C. | De Graafschap | Helmondia '55 | Limburgia | LONGA | N.E.C. | NOAD  | Roda JC | SVV   | Vitesse | Wageningen | Wilhelmina | Xerxes |
| ----- | ----- | ------- | ------ | ------------- | ------------- | --------- | ----- | ------ | ----- | ------- | ----- | ------- | ---------- | ---------- | ------ |
| Thuis | 2 – 0 | 0 – 1   | 1 – 0  | 0 – 0         | 0 – 1         | 4 – 1     | 4 – 0 | 2 – 0  | 1 – 0 | 2 – 1   | 1 – 1 | 5 – 2   | 2 – 0      | 2 – 0      | 2 – 1  |
| Uit   | 2 – 1 | 0 – 1   | 2 – 2  | 3 – 0         | 0 – 2         | 0 – 4     | 2 – 1 | 3 – 0  | 2 – 2 | 1 – 1   | 0 – 1 | 0 – 2   | 0 – 0      | 0 – 1      | 1 – 2  |

### Promotiecompetitie
| Speelronde 1                                                                                             | Hermes DVS                     | 0 – 1 (0 – 1) | Zwartemeer              |
| 7 juni 1964 Plaats: Schiedam Harga Toeschouwers: 5.000 Scheidsrechter: Dirk van Male                     |                                |               | 41' Willy Hoogenberg    |
| Speelronde 2                                                                                             | Roda JC                        | 1 – 1 (0 – 1) | Hermes DVS              |
| 10 juni 1964 Plaats: Kerkrade Kaalheide Toeschouwers: 6.000 Scheidsrechter: Piet Roomer                  | Mathieu van Mouche 51'         |               | 20' (e.d.) Hens Fischer |
| Speelronde                                                                                               | Alkmaar '54                    | 2 – 1 (1 – 0) | Hermes DVS              |
| 14 juni 1964 Plaats: Den Haag Zuiderparkstadion Toeschouwers: 13.000 Scheidsrechter: Andries van Leeuwen | János Hanek 31' Wim Visser 48' |               | 49' Wim Kerklaan        |

### KNVB beker
| e ronde                                        | RBC             | 1 – 1 (1 – 1, 1 – 0) RBC wint na strafschoppen | Hermes DVS     |
| 29 september 1963 Plaats: Roosendaal De Luiten | Kees Vermunt 2' |                                                | 60' Piet Janse |

## Statistieken Hermes DVS 1963/1964

### Eindstand Hermes DVS in de Nederlandse Tweede divisie B 1963 / 1964
| Stand | Gespeeld | Gewonnen | Gelijk | Verloren | Punten | Doelpunten voor | Doelpunten tegen |
| ----- | -------- | -------- | ------ | -------- | ------ | --------------- | ---------------- |
| 2e    | 30       | 18       | 6      | 6        | 42     | 48              | 24               |

### Topscorers
| #              | Naam                       | Goal |
| -------------- | -------------------------- | ---- |
| 1.             | Henk de Blok               | 11   |
| 2.             | Wim Kerklaan               | 10   |
| 3.             | Gerard Slavenburg          | 6    |
| 4.             | Hans van Yperen            | 5    |
| 5.             | Martin Koogje              | 3    |
| 5.             | Paul Kuipers               | 3    |
| 7.             | John Heikamp               | 2    |
| 7.             | Piet Janse                 | 2    |
| 9.             | Ferry van Buitenen         | 1    |
| 9.             | Aad Monster                | 1    |
| 9.             | Jan Rijke                  | 1    |
| 9.             | Ton Valk                   | 1    |
| 9.             | Tinus Weber                | 1    |
| Eigen doelpunt |                            |      |
| –              | Frans van der Meijs (NOAD) | 1    |
| Totaal         | Totaal                     | 48   |

| #              | Naam                   | Goal |
| -------------- | ---------------------- | ---- |
| 1.             | Wim Kerklaan           | 1    |
| Eigen doelpunt |                        |      |
| –              | Hens Fischer (Roda JC) | 1    |
| Totaal         | Totaal                 | 2    |

| #      | Naam       | Goal |
| ------ | ---------- | ---- |
| 1.     | Piet Janse | 1    |
| Totaal | Totaal     | 1    |